# 李束为
李束为（1918年—1994年），原名束学礼，笔名束为，是“山药蛋派”作家之一。

## 生平
1918年11月，李束为出生于山东省东平县新湖镇朱管村。1935年阎锡山在山东招兵，李束为加入并前往山西。1937年3月参加八路军，1939年9月加入中国共产党。1942年毕业于延安鲁迅艺术文学院。1944年调任束为被调到《晋绥大众报》编辑。中华人民共和国成立后，先后任中共山西省委宣传部文艺处处长、山西省文联主席、中共太原市委文教部副部长等，文化大革命中被打成“走资本主义道路的当权派”。1984年复出任山西省文联党组书记。1992年2月离休，5月被授予“人民作家”称号。1994年3月4日逝世。